# Elfenau

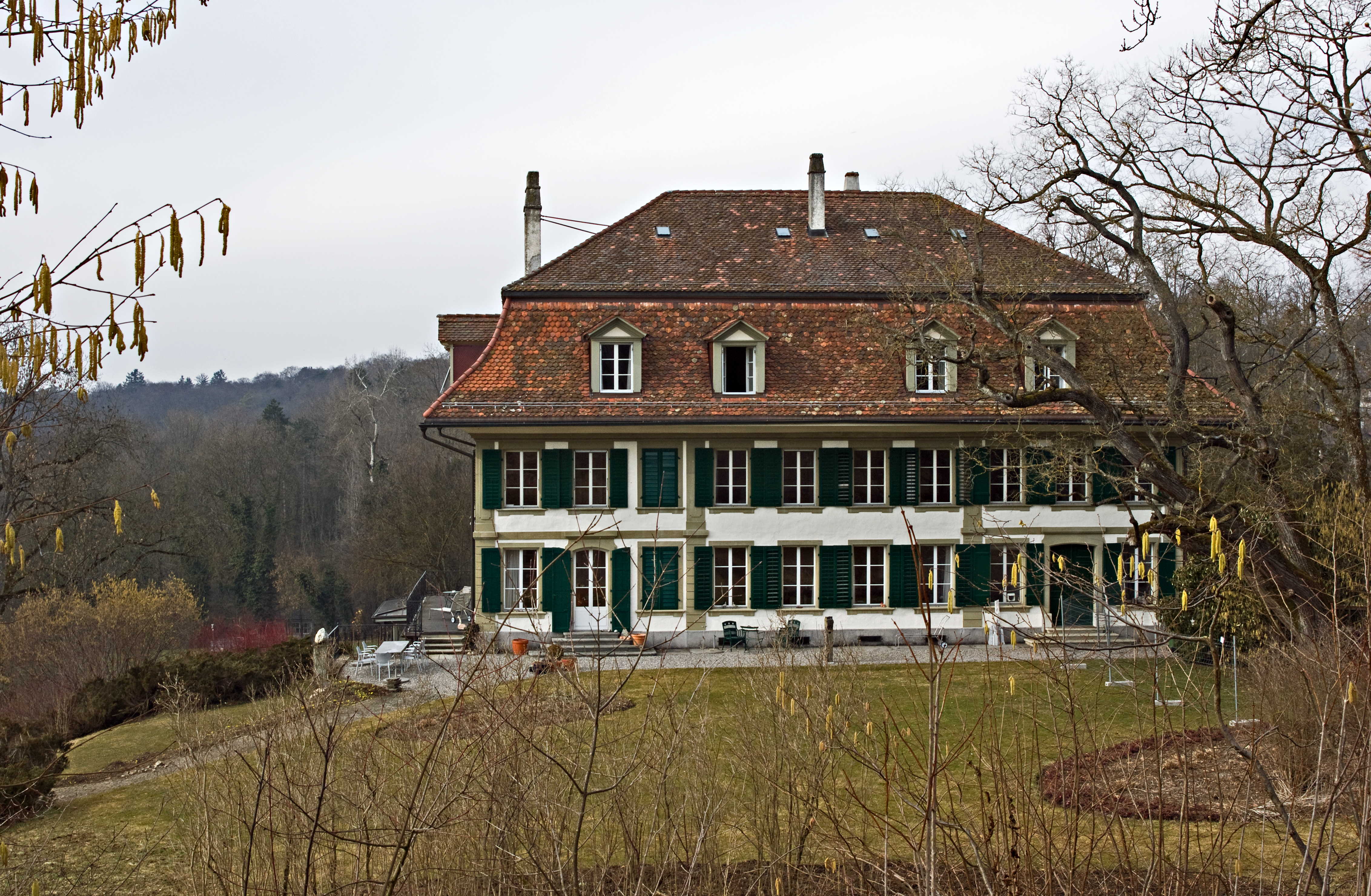
La Maison de campagne d'Elfenau (2011).

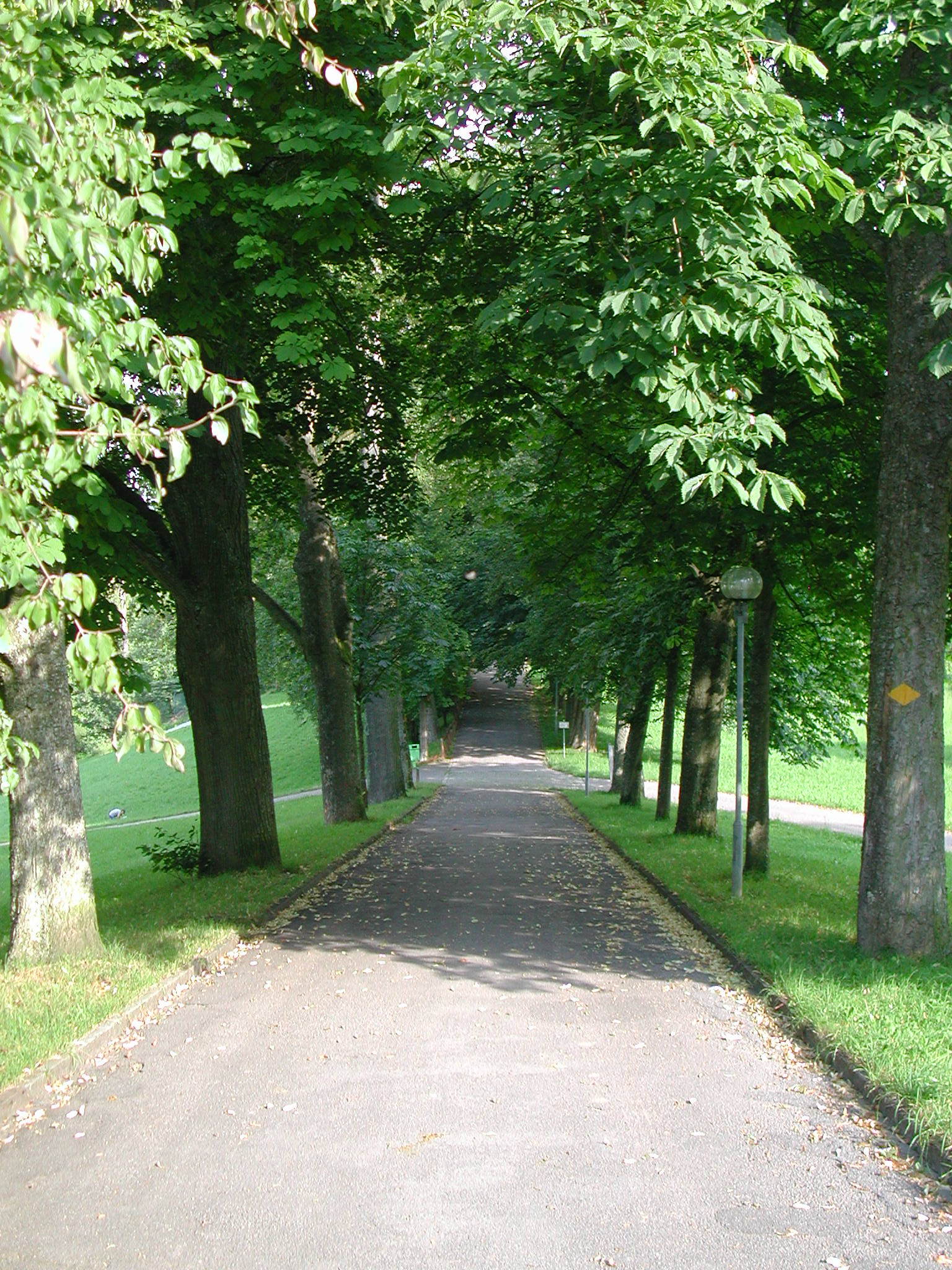
Une allée au du parc d'Elfenau

L'Elfenau est une maison de campagne située sur les rives de l'Aar (Elfenauweg 91) à Berne en Suisse. 
Depuis 1285 elle est située sur le territoire de l'actuel Elfenau le couvent de Brunnadern. Vers 1780, l'ancienne « Riegelhaus » est démolie et remplacée par une nouvelle construction.  
Son nom, qui rappelle les créatures féeriques (elfes), lui est donné en 1816 par la grande-duchesse russe émigrée Julienne de Saxe-Cobourg-Saalfeld (1781-1860), laquelle avait acheté la propriété précédemment nommée Brunnaderngut comprenant la maison de campagne. Elle fait reconstruire le domaine avec l'aide de Rudolf Abraham von Schiferli dans le style Empire et crée un parc anglais. 
Julienne de Saxe-Cobourg-Saalfeld y reçoit ses proches, la meilleure société bernoise, la colonie russe, ainsi que de nombreux diplomates étrangers. La princesse Julienne y meurt le 15 août 1860.